# 대한민국 민사소송법 제265조
대한민국 민사소송법 제265조는 소제기에 따른 시효중단의 시기에 대한 민사소송법 조문이다.

## 조문
제265조(소제기에 따른 시효중단의 시기) 시효의 중단 또는 법률상 기간을 지킴에 필요한 재판상 청구는 소를 제기한 때 또는 제260조제2항·제262조제2항 또는 제264조제2항의 규정에 따라 서면을 법원에 제출한 때에 그 효력이 생긴다.

## 참조조문
제260조(피고의 경정) (1) 원고가 피고를 잘못 지정한 것이 분명한 경우에는 제1심 법원은 변론을 종결할 때까지 원고의 신청에 따라 결정으로 피고를 경정하도록 허가할 수 있다. 다만, 피고가 본안에 관하여 준비서면을 제출하거나, 변론준비기일에서 진술하거나 변론을 한 뒤에는 그의 동의를 받아야 한다.
(2) 피고의 경정은 서면으로 신청하여야 한다.
(3) 제2항의 서면은 상대방에게 송달하여야 한다. 다만, 피고에게 소장의 부본을 송달하지 아니한 경우에는 그러하지 아니하다.
(4) 피고가 제3항의 서면을 송달받은 날부터 2주 이내에 이의를 제기하지 아니하면 제1항 단서와 같은 동의를 한 것으로 본다.

제262조(청구의 변경) (1) 원고는 청구의 기초가 바뀌지 아니하는 한도안에서 변론을 종결할 때(변론 없이 한 판결의 경우에는 판결을 선고할 때)까지 청구의 취지 또는 원인을 바꿀 수 있다. 다만, 소송절차를 현저히 지연시키는 경우에는 그러하지 아니하다.
(2) 청구취지의 변경은 서면으로 신청하여야 한다.
(3) 제2항의 서면은 상대방에게 송달하여야 한다.

제264조(중간확인의 소) (1) 재판이 소송의 진행중에 쟁점이 된 법률관계의 성립여부에 매인 때에 당사자는 따로 그 법률관계의 확인을 구하는 소를 제기할 수 있다. 다만, 이는 그 확인청구가 다른 법원의 관할에 전속되지 아니하는 때에 한한다.
(2) 제1항의 청구는 서면으로 하여야 한다.
(3) 제2항의 서면은 상대방에게 송달하여야 한다.

민법 제170조 (재판상의 청구와 시효중단) ①재판상의 청구는 소송의 각하, 기각 또는 취하의 경우에는 시효중단의 효력이 없다.
②전항의 경우에 6월내에 재판상의 청구, 파산절차참가, 압류 또는 가압류, 가처분을 한 때에는 시효는 최초의 재판상청구로 인하여 중단된 것으로 본다.

## 같이 보기
- 시효
- 대한민국 민법 제168조 소멸시효의 중단사유
- 대한민국 민법 제170조 재판상의 청구와 시효중단